# Stenoxia
Stenoxia este un gen de molii din familia Erebidae⁠(d) . Genul a fost descris pentru prima data de George Hampson⁠(d) în 1926. 

## Specii
- Stenoxia albopunctata Walker, 1862
- Stenoxia astylos Schaus, 1914
- Stenoxia conformens Dyar, 1914
- Stenoxia contenta Dyar, 1914
- Stenoxia cybele Schaus, 1914
- Stenoxia dilmis Dyar, 1914
- Stenoxia erythropis Hampson, 1926
- Stenoxia extirpens Dyar, 1914
- Stenoxia florens Schaus, 1912
- Stenoxia pupillata Hampson, 1926
- Stenoxia rubecula Felder, 1874
- Stenoxia unifacta Dyar, 1914